# SIGXCPU
В POSIX-системах, SIGXCPU — сигнал, посылаемый компьютерной программе, превышающей лимит процессорного времени.
SIGXCPU — целочисленная константа, определенная в заголовочном файле signal.h. Символьные имена сигналов используются вместо номеров, так как в разных реализациях номера сигналов могут различаться.

## Этимология
SIG — общий префикс сигналов (от англ. signal), X — сокращенное написание англ. exceeded — превышеный, CPU — сокращенное англ. CPU time — время центрального процессора.

## Использование
SIGXCPU посылается, когда время, потраченное процессором для выполнения процесса, превышает допустимое значение (определенное системным вызовом fcntl и шеллом).
Процессорное время, это не время, прошедшее с запуска процесса, а только то время, в течение которого процессор занимался его выполнением (в остальное время процесс ожидает ввода-вывода и обслуживание системой других процессов).
На некоторых операционных системах, Boehm garbage collector использует SIGXCPU и SIGPWR для синхронизации кросс-процессного сбора мусора.